# Distrito de Oleśnica
Oleśnica (polaco: powiat oleśnicki) es un distrito del voivodato de Baja Silesia (Polonia) que fue constituido el 1 de enero de 1999 por la reforma del gobierno local polaco aprobada el año anterior. Limita con otros ocho distritos: al norte con Milicz y Ostrów Wielkopolski, al este con Ostrzeszów, Kępno y Namysłów, al sur con Oława y al oeste con Wrocław y Trzebnica. Está dividido en ocho municipios: uno urbano (Oleśnica), cuatro urbano-rurales (Bierutów, Międzybórz, Syców y Twardogóra) y tres rurales (Dobroszyce, Dziadowa Kłoda y Oleśnica). En 2011, según la Oficina Central de Estadística polaca, el distrito tenía una superficie de 1049,31 km² y una población de 104 378 habitantes.